# 丁亚琳
丁亚琳（1973年11月—），女，汉族，湖北武汉人，中华人民共和国政治人物。现任湖北省体育局副局长。第十四届全国政协委员。